# Хокли (округ)
Округ Хокли (англ. Hockley County) расположен в США, штате Техас. Официально образован в 1876 году и назван в честь Джорджа Вашингтона Хокли — министра обороны Республики Техас. По состоянию на 2000 год, численность населения составляла 22 716 человек. Окружным центром является город Левелленд.

## География
По данным Бюро переписи США, общая площадь округа равняется 2353 км², из которых 2352 км² суша и около 1 км² или 0,03% это водоёмы.

### Соседние округа
- Кокран (запад)
- Лаббок (восток)
- Лам (север)
- Терри (юг)

## Демография
По данным переписи населения 2000 года в округе проживало 22 716 жителей, в составе 7994 хозяйств и 6091 семей. Плотность населения была 10 человек на 1 квадратный километр. Насчитывалось 9148 жилых домов, при плотности покрытия 4 постройки на 1 квадратный километр. По расовому составу население состояло из 74,38% белых, 3,72% чёрных или афроамериканцев, 0,82% коренных американцев, 0,13% азиатов, 0,04% коренных гавайцев и других жителей Океании, 18,68% прочих рас, и 2,22% представители двух или более рас. 37,24% населения являлись испаноязычными или латиноамериканцами.
Из 7994 хозяйств 38,1% воспитывали детей возрастом до 18 лет, 60,4% супружеских пар живущих вместе, 11,5% женщин-одиночек, 23,8% не имели семей. На момент переписи 21,2% от общего количества жили самостоятельно, 10% лица старше 65 лет, жившие в одиночку. В среднем на каждое хозяйство приходилось 2,77 человека, среднестатистический размер семьи составлял 3,22 человека.
Показатели по возрастным категориям в округе были следующие: 29,1% жители до 18 лет, 11,8% от 18 до 24 лет, 25,9% от 25 до 44 лет, 20,6% от 45 до 64 лет, и 12,6% старше 65 лет. Средний возраст составлял 33 года. На каждых 100 женщин приходилось 96,3 мужчины. На каждых 100 женщин в возрасте 18 лет и старше приходилось 92,2 мужчины.
Средний доход на хозяйство в округе составлял 31 085 $, на семью — 35 288 $. Среднестатистический заработок мужчины был 29 735 $ против 20 671 $ для женщины. Доход на душу населения был 15 022 $. Около 14,8% семей и 18,9% общего населения находились ниже черты бедности. Среди них было 24,1% тех кому ещё не исполнилось 18 лет, и 12,6% тех кому было уже больше 65 лет.

## Политическая ориентация
На президентских выборах 2008 года Джон Маккейн получил 75,8% голосов избирателей против 23,51% у демократа Барака Обамы.
В Техасской палате представителей округ Хокли числится в составе 83-го района. Интересы округа представляет республиканец Дэлвин Джонс из Лаббока.

## Населённые пункты

### Города, посёлки, деревни
- Антон
- Левелленд
- Опдайк-Уэст
- Ропсвилл
- Сандаун
- Смайер

### Немуниципальные территории

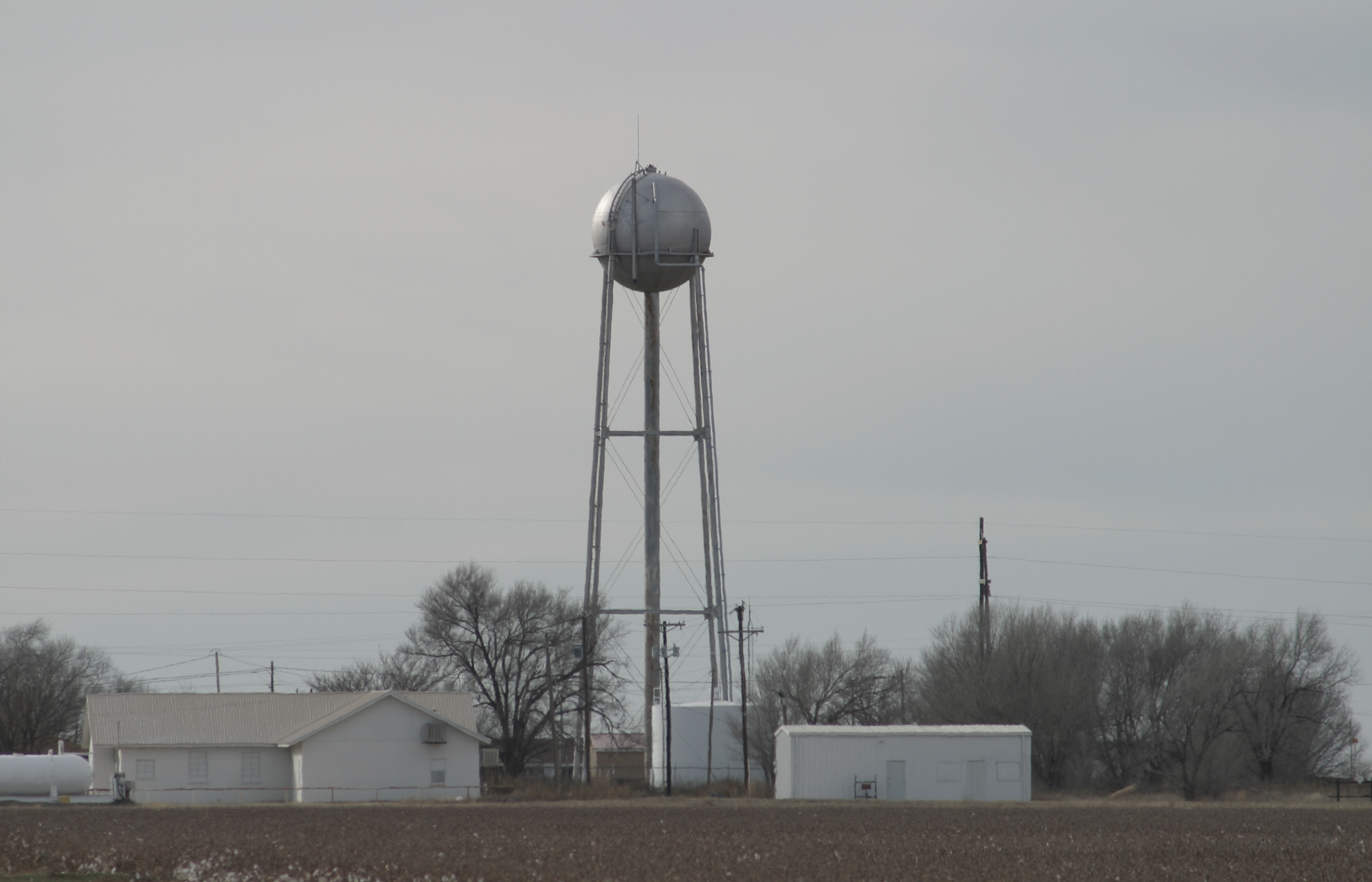
Водонапорная башня Уитаррала

- Пеп
- Уитаррал

## Образование
Образовательную систему округа составляют следующие учреждения:
- школьный округ Левелленд[4].
- школьный округ Ропс[5].
- школьный округ Сандаун[6].
- школьный округ Смайер[7].
- сводный школьный округ Уайтфэйс[8].
- школьный округ Уитаррал[9].

- колледж Саут-Плейнз[10].